# Savas Dimopoulos
Savas Dimopoulos (griechisch Σάββας Δημόπουλος, * 1952 in Istanbul) ist ein griechischer Teilchenphysiker an der Universität Stanford.

## Biografie
Dimopoulos wurde in Istanbul geboren und zog später nach Athen um. Er studierte an der Universität Houston und wechselte zur Universität von Chicago, wo er 1979 bei Yōichirō Nambu promovierte. Nach der Promotion ging er zur Universität Columbia, bevor er 1980 einem Ruf an die Universität Stanford folgte. Während der Jahre 1981 und 1982 lehrte er auch an den Universitäten Michigan, Harvard und an der Universität von Kalifornien, Santa Barbara. Von 1994 bis 1997 wurde er von der Stanford-Universität beurlaubt, um sich am Forschungszentrum CERN zu betätigen. Seit 2014 ist er auch Gastprofessor am Perimeter Institute.
1982 wurde er Forschungsstipendiat der Alfred P. Sloan Foundation (Sloan Research Fellow). 2006 wurde er in die American Academy of Arts and Sciences gewählt, 2021 in die National Academy of Sciences.

## Sein Wirken
Dimopoulos wurde bekannt für einige theoretische Arbeiten, die über das Standardmodell hinausgehen, wie z. B. die Entwicklung des Minimalen supersymmetrischen Standardmodells (MSSM). Dieses Modell veröffentlichte er zusammen mit Howard Georgi im Jahr 1981. In weiterer Zusammenarbeit mit Nima Arkani-Hamed und Gia Dwali entwickelte er auch das ADD-Modell, das auch als „Theorie der großen Extradimensionen“ bekannt ist. Für diese und weitere Arbeiten zur theoretischen Teilchenphysik erhielt er 2006 den Sakurai-Preis.

## Veröffentlichungen
Einige seiner Arbeiten sind:
- Baryogenese an der GUT-Skala[2][3]
- Frühe Arbeiten zur Technicolor[4][5][6][7]
- MSSM und die Vereinigung der Kopplungskonstanten im MSSM[8][9]
- „Moduli-mediated millimeter scale forces“ (Wechselwirkungen in mm Reichweite aus der Supersymmetrie)[10]
- „Large extra dimensions“, mit Nima Arkani-Hamed und Gia Dwali[11][12][13]
- Split supersymmetry[14][15]